# Сакральна геометрія

Релігійні геометричні фігури

Сакра́льна геоме́трія (від лат. Sacralis — священний, що володіє святістю, визнаний божественним) — сукупність релігійних та/або міфологічних уявлень про форми і простір світу, його гармонії, впорядкованості, пропорційності, як геометрія форм, що лежать в основі життя.
Сакральна геометрія — частина міфологічного і релігійного світогляду, результат містичного досвіду. Сакральна геометрія застосовувалася у всі часи і у всіх світових релігіях, в музиці, мистецтві, в архітектурі храмів і вівтарів, в живописі та іконографії — як божественна пропорційність, в геометричній інтерпретації космосу — як форми впорядкованості Всесвіту (на противагу хаосу).

## Сакральна геометрія стародавнього Єгипту

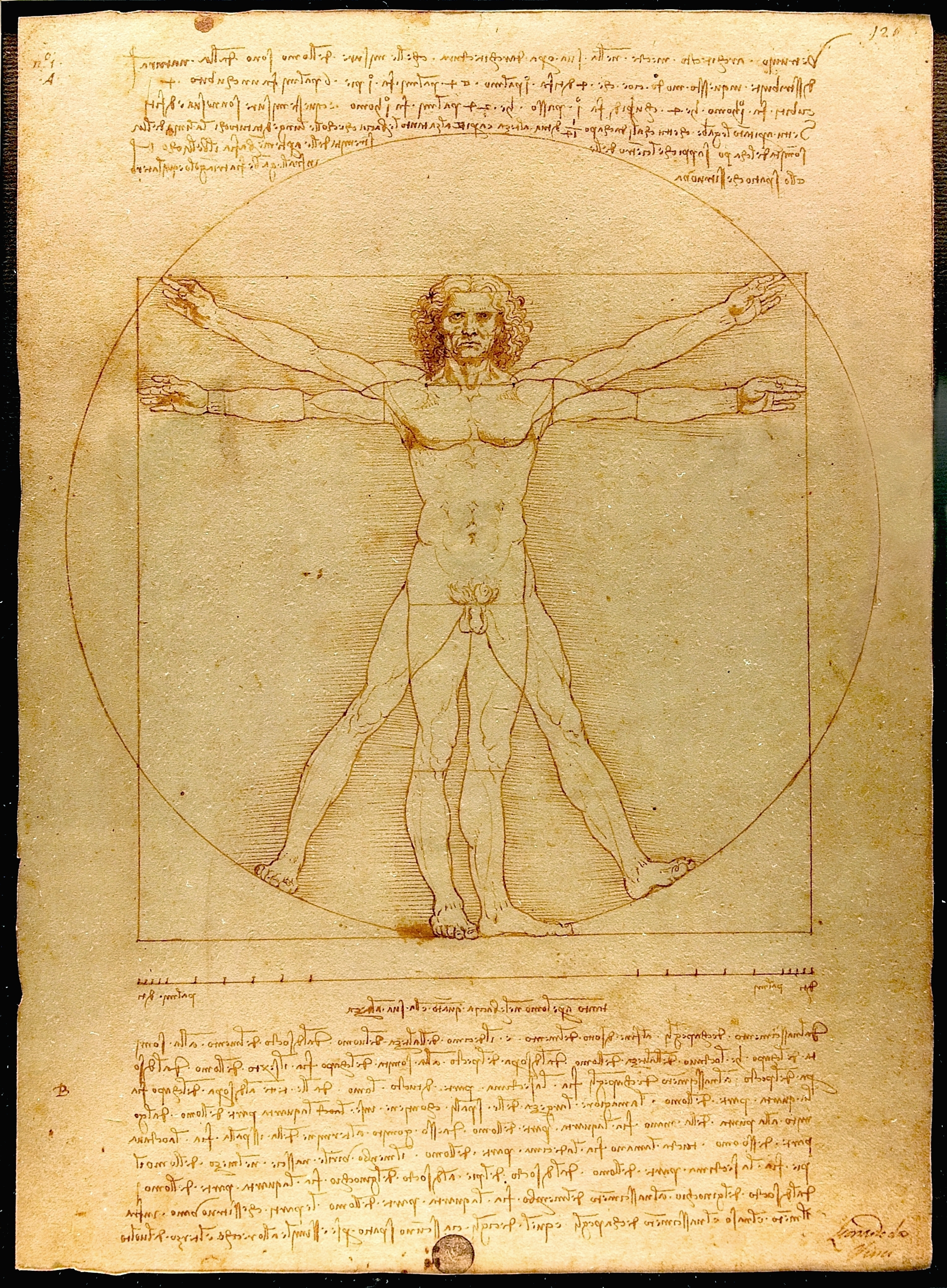
Леонардо да Вінчі Людина по Вітрувію (1492).

Найбільш значуща сакральна геометрична фігура давніх єгиптян це анкх ☥ (анк, анх) — символ життя в Стародавньому Єгипті. У ньому укладені дві фігури: хрест як символ життя і коло як символ вічності. Всі разом розуміється як безсмертя або «майбутня життя». Іноді цю форму представляють як сонце, що сходить, як єдність протилежностей, як чоловіче і жіноче начало. Анх представляють і як магічний символ мудрості. Його можна знайти в багатьох зображеннях божеств і священнослужителів часів єгипетських фараонів. Багато єгипетські боги зображувалися з анхом в руці. Припускають, що Анх являє собою одну з форм Дерева Життя. Овал означає вічність або кругообіг життя, а хрестоподібному розширення, розуміється як перехід з нескінченності в простір. Малюнки богів теж являють собою геометричні форми, але складніші. Для відтворення малюнків, в живописі, необхідно знати геометрію, математику, враховувати пропорції, як це показано в роботі Вітрувіанська людина Леонардо да Вінчі.

## Сакральна геометрія Тантри
Сакральна геометрія застосовується в Тантрі для створення янтр, які складаються з геометричних фігур, де кожна з них має певне смислове і священне значення. Наприклад. Трикутник, вістрям вгору означає вогонь і чоловіче начало, вістрям вниз — воду і жіноче начало.
Поєднання цих фігур утворює шестикінечну зірку ✡ і означає статичну рівновагу або баланс, між Людиною і Богом. Також є зіркою Давида і проєкцією МЕР-КА-Б на площину.
۞ — означає рівновагу статичності і динамічності. Сакральна геометрія янтр символічно зображує енергетичні структури божеств і в той же час є хранителем їх енергії. Янтри використовують як магічні пристрої, що породжують душу. У Тантрі застосовують і складніші геометричні форми, такі, як малюнки або фігурки богів.

Колесо Дхарми

Сакральна геометрія Мандали, що використовується при медитаціях в буддизму й індуїзму представляє в більшій частині божественну геометричну інтерпретацію космосу, усього всесвіту або його окремих компонентів. 
Важливим сакральним геометричним символом (мандалою) є Колесо Дхарми(☸), що традиційно зображують у вигляді колеса з п'ятьма, шістьма або вісьмома спицями. 
Ще одне сакральне колесо буддизму - Колесо самсари(Бхавачакра) символізує закони карми і реінкарнацій — нескінченного і безперервного кругообігу народження, смерті і нового народження людини.
Зустрічаються і складні просторові мандали у вигляді скульптурної обробки Храмів або архітектури самих Храмів.

## Сакральна геометрія християнства

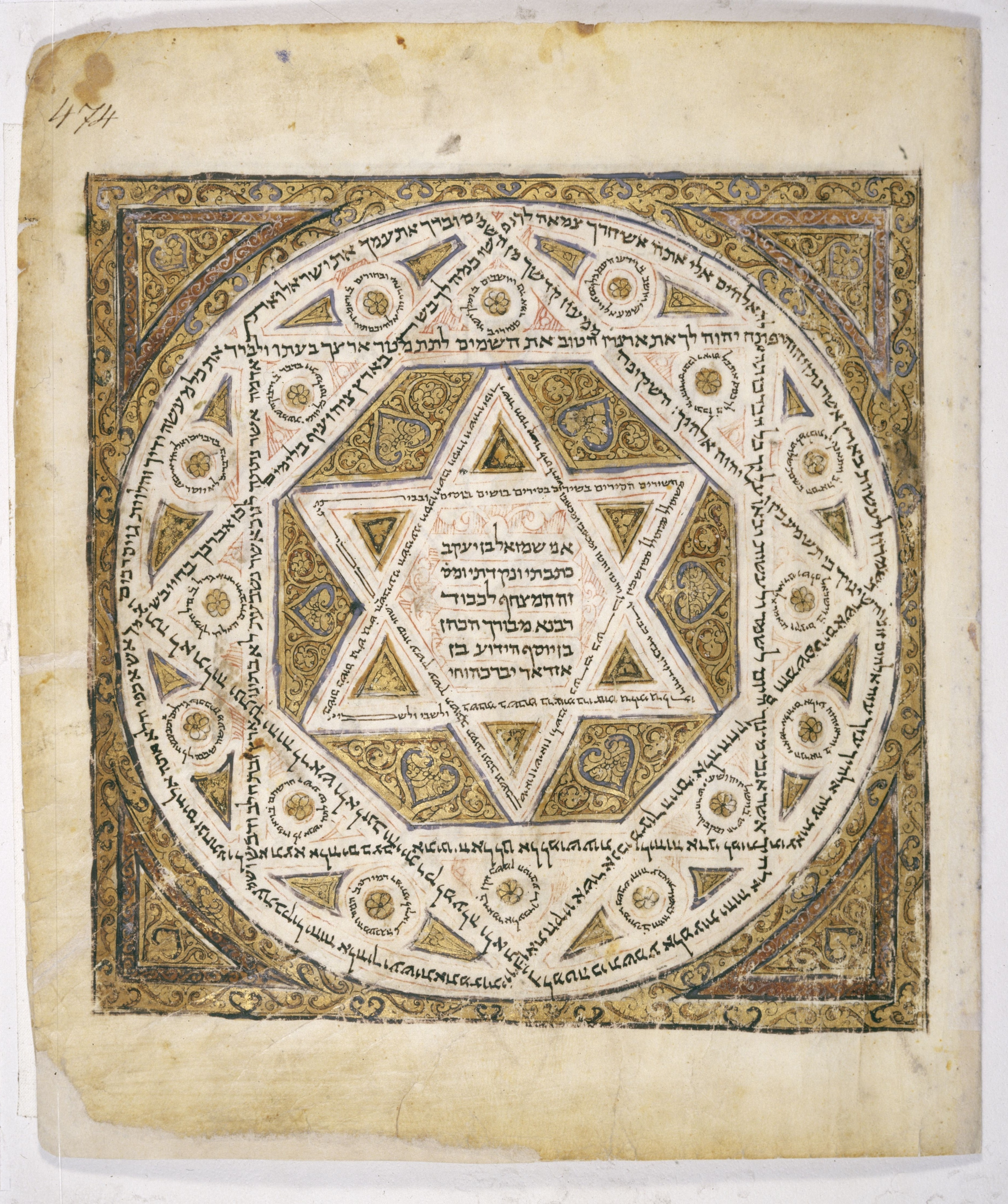
Зірка Давида в стародавньому тексті Танах — аналога старого заповіту

Найважливішим для християнства є геометрична форма хреста, один з найдавніших сакральних символів. Існує велика різноманітність форм і розмірів, наприклад, мальтійський хрест, Кельтський хрест — символ давнього кельтського християнства. Вважають, що він має давніші язичницькі корені. Існують численні приклади зображення хреста і кола, які деякі джерела називають «сонячними хрестами».
Іншою досить важливою фігурою сакральної геометрії християнства можна вважати зірку. Один з варіантів цієї фігури ✡ можна зустріти в Старому Завіті.
Вважається, що цей знак відображений у печатці Соломона, отриманої від батька (зірка Давида). За іншою версією, печатка Соломона, це восьмикінечна зірка, у вигляді пентаграми ۞. Ця сакральна восьмикутна геометрична фігура, яка зображується на одязі священиків, на деяких іконах (Неопалима Купина), у вигляді духовних відзнак, орденів і амулетів. Сакральна геометрія Зірки Вифлеєму має чотирнадцять променів.

## Сакральна геометрія і сакральна архітектура храмів
Сакральна геометрія відбивається і в архітектурі храмів. Складно переоцінити культурне значення стародавніх пірамід Єгипту, Мексики, Індії та Перу. Так і в наш час, багато посилаються на сакральне значення золотого перетину і пропорції пірамід стародавнього Єгипту.
| Піраміди в Гізі | Піраміда Мая. Кукулькан | Храм Махабодхі |

Одна з двадцяти сакральних геометричних фігур календаря, створеного цивілізацією мая, ще до того, як Христофор Колумб відкрив Америку, — 18 (Етц'наб) символізує космічну рушійну силу (енергію) і має одне зі значень, як дві піраміди, з'єднані магічним колесом.

## Сакральна геометрія культури нью-ейдж
Сакральну геометрію культури нью-ейдж і окультизму можна умовно розділити на кілька напрямків. Багато хто використовує сакральні форми світових релігій (хрест, анх, зірку Давида) або просто копіюють сакральну геометрію стародавніх або рідкісних, забутих магічних форм. Рідше вносяться доповнення, які можуть отримати за рахунок застосування нових матеріалів і технологій, наприклад, анкх модель системи чакр.
Меркаба
| Ankh model of chakras system | Ankh model of chakras system (step2) | Ankh as chakras system (step3) |

Найбільшого поширення набули такі форми, як скляні магічні кулі і піраміди. Рідше використовують форми у вигляді тора, «золотої спіралі», форми 5 тіл Платона 4-мірного куба, або Меркаба (2 протилежно спрямовані і глибоко проникаючі один в одний чотиригранники). Знаходять застосування також кристали у формі біпірамід або споруди у формі піраміди.
Деякі прихильники сакральної геометрії бачать значення у колах на полях, написах Наска, у стародавній архітектурі сакральних споруд, таких як піраміди Єгипту, Мексики або Стоунхенджа в Англії.

## Див. Також
- Гексаграма (Іцзин)
- Око Ра
- Дерево Життя
- Зірка Давида
- Вітрувіанська людина
- Карти Таро
- Астрологія
- Гексаграма (символ)
- Феншуй